# Wollemia
Wollemia nobilis (in het Engels 'Wollemi Pine') is een in 1994 ontdekte boom uit de slangendenfamilie (Araucariaceae). De plant komt voor in het Wollemi National Park in de Australische deelstaat New South Wales. De soort is de enige in het geslacht Wollemia.

## Botanische beschrijving
Wollemia nobilis is een groenblijvende, eenhuizige boom, die 40 m hoog kan worden. De doorsnede van de stam kan 1,2 m bedragen. De boom is gewoonlijk meerstammig. Bij oudere bomen is de schors donkerbruin en knobbelig. Aan horizontale takken van ongeveer acht jaar vormen zich de vrouwelijke of mannelijke kegels. De kegels groeien aan het uiteinde van de tak. Als de kegel volgroeid is of als de kegel reeds is afgevallen, sterft de tak af en wordt deze vervangen door een nieuwe, die vanaf de stam groeit. De vrouwelijke kegels zijn bolvormig en worden ongeveer 12 cm lang en 10 cm breed. Mannelijke kegels zijn langgerekt en worden ongeveer 10 cm lang en 2 cm breed. Wollemia nobilis kan zich geslachtelijk of vegetatief (door meer stammen te vormen) voortplanten.
De bladeren zijn plat, 3-8 cm lang en 2-5 mm breed.

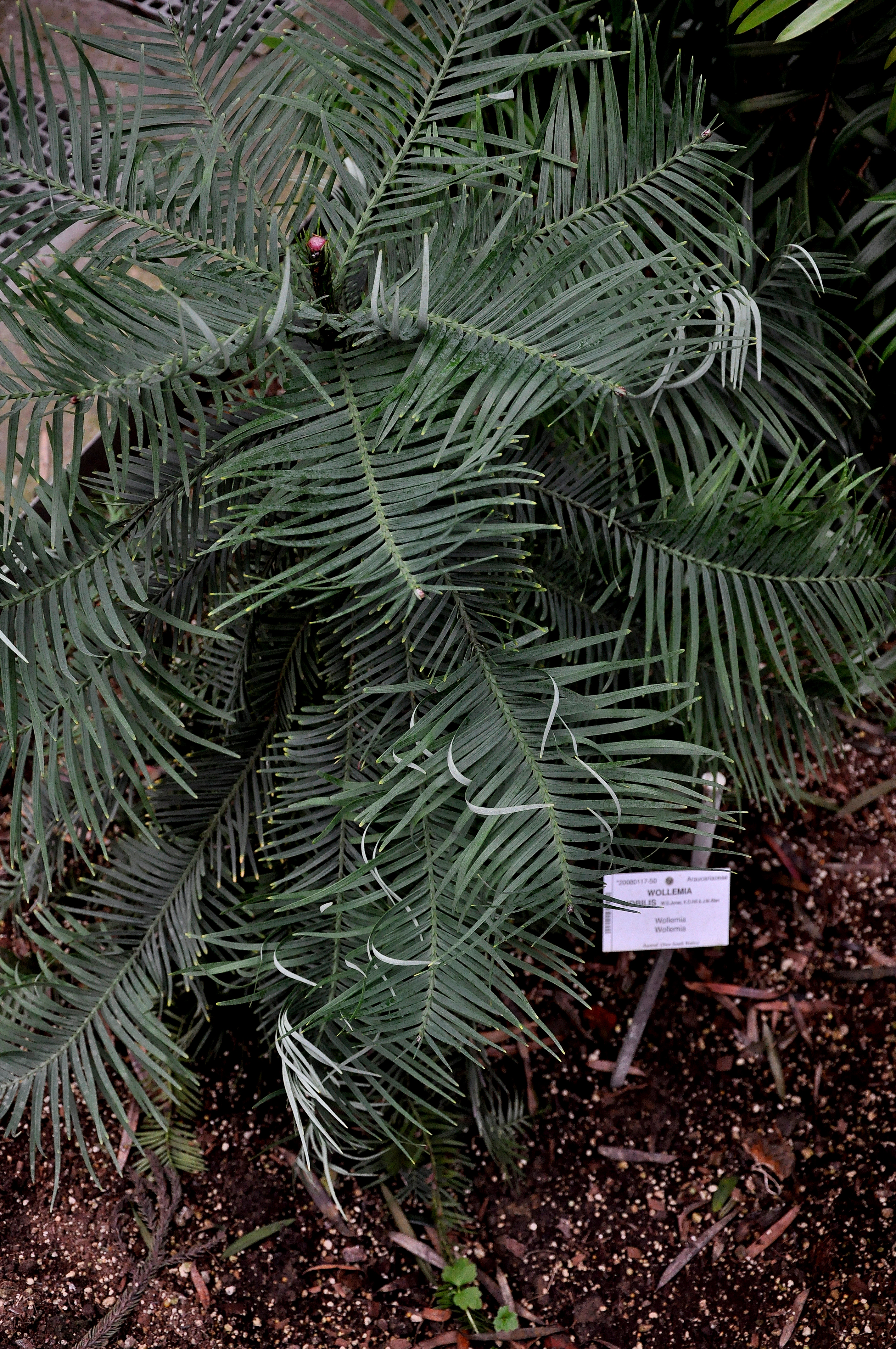
Wollemia nobilis in de Nationale Plantentuin van België
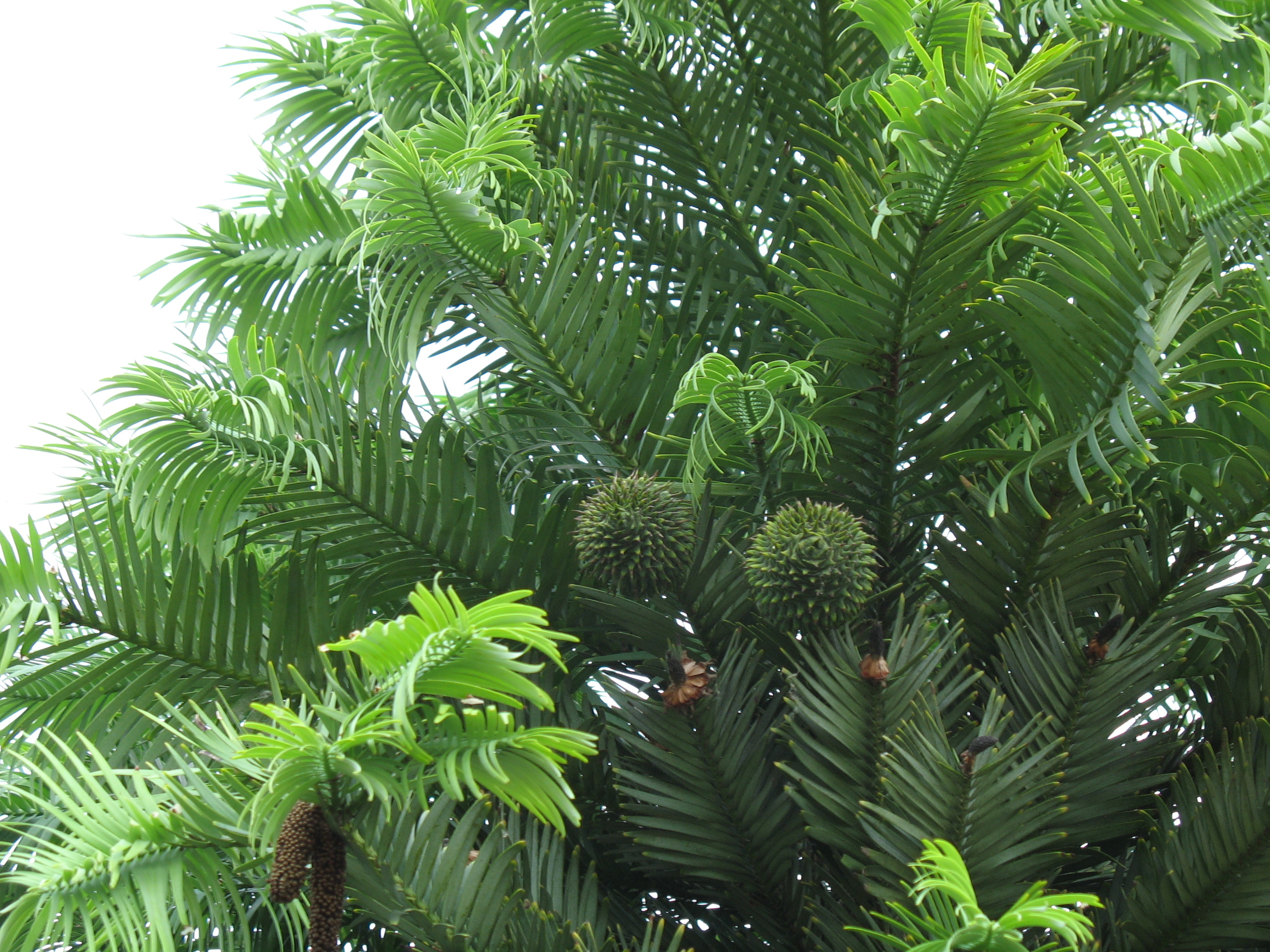
Vrouwelijke kegels
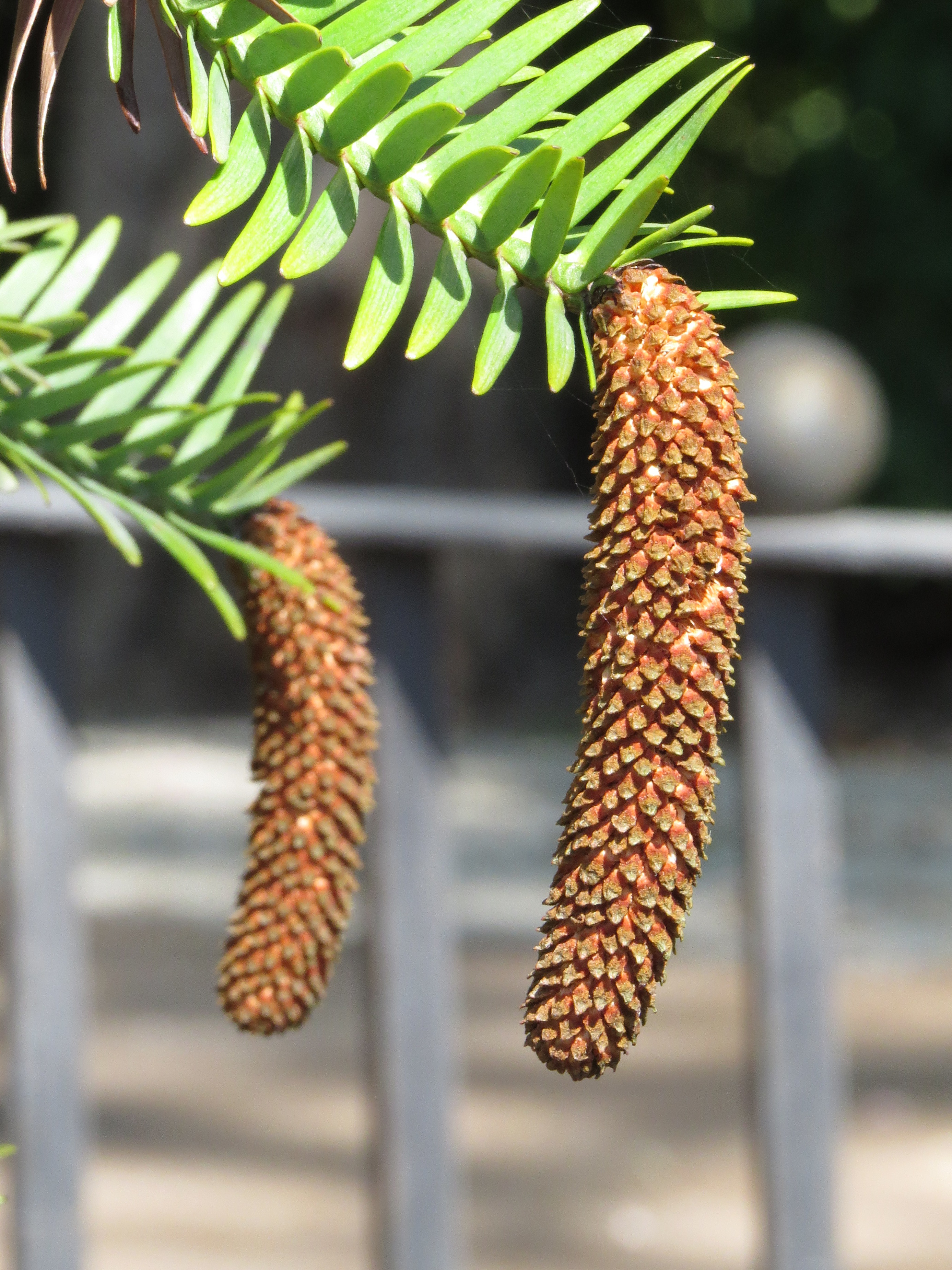
Mannelijke kegels

## Ontdekking
De boom is in september 1994 door David Noble (vandaar de soortaanduiding nobilis) ontdekt tijdens een trektocht die hij ondernam met twee vrienden. In een kloof in het Wollemi National Park in New South Wales, 150 km ten noordwesten van Sydney, trof hij enkele opvallende bomen aan die hij niet kon thuisbrengen. Noble nam een afgevallen tak mee zodat iemand de soort later kon determineren.
Noble toonde het specimen aan Wyn Jones, een van de wetenschappers verbonden aan het nationaal park, maar ook hij kon de soort niet thuisbrengen, en dus raadpleegde hij de botanicus Ken Hill (verbonden aan de Royal Botanic Gardens in Sydney). Maar ook Hill kon de soort niet identificeren, dus haalden ze Jan Allen erbij (verbonden aan de Mount Tomah Botanic Garden). Samen kwamen ze uiteindelijk tot de conclusie dat het om een nieuwe soort moest gaan, die Wollemia nobilis werd gedoopt. De soort werd in het nieuwe geslacht Wollemia geplaatst binnen de slangendenfamilie. Binnen deze plantenfamilie worden daarnaast de geslachten Araucaria en Agathis onderscheiden. Wollemia nobilis vertoont kenmerken van beide geslachten, maar heeft kenmerken die uniek zijn voor deze soort.

## Relict
Verdere paleobotanische analyses wezen uit dat het stuifmeel van Wollemia nobilis nauwelijks te onderscheiden is van fossiel stuifmeel uit het geslacht Dillwynites. Dit geslacht is bekend vanaf het late Krijt (circa 91 miljoen jaar geleden). Fossiele sporen van dit geslacht zijn gevonden in Oost-Australië (circa 91 miljoen jaar oud) en in Nieuw-Zeeland (circa 70 miljoen jaar oud). Tot dan dacht men dat de verder onbekende soort die dit stuifmeel voortbracht, was uitgestorven. Nu bleek dit dus een nauwe verwant van Wollemia nobilis te zijn. De recentste fossielen van Dillwynites zijn 2 miljoen jaar oud en afkomstig uit sedimenten van de Straat Bass.

Er zijn verschillende kandidaten van macroscopische fossielen (fossielen die zichtbaar zijn zonder een microscoop), maar geen waarvan men met zekerheid kan zeggen dat het om een Wollemia-achtige gaat.
Door de fossiele vondsten van het geslacht Dillwynites kan men dus stellen dat Wollemia-achtige planten al 91 miljoen jaar of zelfs langer bestaan. Wollemia nobilis is de laatste vertegenwoordiger van deze groep en wordt daarom een levend fossiel of een relict genoemd. De familie Araucariaceae waar Wollemia nobilis toe behoort, bestaat zelfs al 200 miljoen jaar. Het is echter onjuist te beweren dat Wollemia nobilis al minstens 91 miljoen jaar bestaat. Deze soort is "slechts" de laatste levende verwante van de fossiele exemplaren, die weliswaar erg veel gelijkenis vertoont met die fossielen, maar daarom hoeft het nog niet om precies dezelfde soort te gaan.

## Voorkomen
In het wild groeien er ongeveer veertig volwassen exemplaren en een tweehonderdtal jongere bomen op drie dicht bijeen liggende plaatsen. Onderzoek heeft aangetoond dat alle exemplaren genetisch identiek zijn, wat suggereert dat ze door een genetische bottleneck zijn gegaan, waarbij de populatie zo klein werd (misschien slechts een of twee exemplaren), dat alle genetische diversiteit verloren is gegaan.
Om de Wollemia's te beschermen tegen ziektes en verzamelaars wordt hun precieze locatie binnen het Wollemi National Park tot op heden strikt geheimgehouden en wordt de menselijke activiteit in hun leefgebied tot het minimum beperkt. Er staan hoge boetes en zelfs gevangenisstraffen op het beschadigen van een in het wild groeiende Wollemia.

## Cultivatie en verkoop

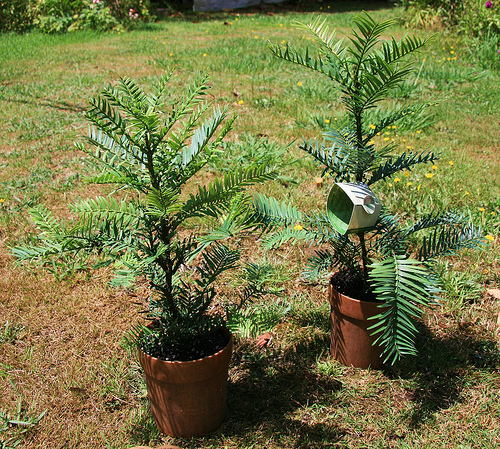
Wollemia nobilis zoals hij tegenwoordig verkocht wordt.

Om Wollemia te behoeden voor uitsterven en de populaties in het wild te beschermen werd het "Wollemi Pine Recovery Plan" opgesteld door de Royal Botanic Gardens in Sydney en de New South Wales National Parks and Wildlife Service . Wollemia wereldwijd beschikbaar maken voor het grote publiek werd gezien als de beste methode om de boom voor uitsterven te behoeden. In het kader hiervan werd het bedrijf 'Wollemi Australia' en het dochterbedrijf 'Wollemi Pine International' (dat de marketing doet) opgericht door de afdeling voor primaire industrieën (bosbouw) van de regering van Queensland en het tuinbouwbedrijf Birkdale. De Botanic Gardens Trust (Sydney) heeft Wollemi Australia als enige de licentie verleend om Wollemia in Australië en internationaal te verkopen.

De plant blijkt onder de juiste omstandigheden vrij gemakkelijk te stekken en meer dan tachtig procent van de stekken schieten ook wortel. Gebruik van wortelbevorderende hormonen is niet nodig.
Er werd door Wollemi Australia een programma opgezet om Wollemia op grote schaal te kweken en de gekweekte exemplaren te verkopen. Uiteindelijk kwam Wollemia op 1 april 2006 in Australië beschikbaar voor het grote publiek (de andere werelddelen volgden later). Een deel van de verkoopprijs van de exemplaren die Wollemi Australia aanbiedt, bestaat uit royalty's die gebruikt worden om de in het wild levende populatie te beschermen.

## Wollemia in de Benelux
In de Nationale Plantentuin van België te Meise is sinds juni 2005 het eerste exemplaar in de Lage Landen te bekijken. De plant groeit er tussen andere levende fossielen in de Evolutiekas van het Plantenpaleis. De Australische ambassadeur heeft enkele exemplaren uitgereikt aan Nederlandse botanische tuinen. De Hortus Botanicus te Leiden ontving in 2006 twee exemplaren van Wollemia en van een particulier nog een derde exemplaar. Eén exemplaar hiervan was in 2019 de hoogste boom van zijn soort in Europa. Ook in 2006 werd een boom geplant in het Pinetum Blijdenstein in Hilversum, in eerste instantie in een kooi tegen diefstal. Ook de Hortus Botanicus Lovaniensis, Artis Amsterdam en de Plantentuin Universiteit Gent hebben een Wollemia in hun bezit. In de museumtuin van het Natuurhistorisch Museum Maastricht, de "Maastrichtien-tuin", stond enige tijd een exemplaar naast andere, verre verwanten uit het geologisch tijdperk Krijt. Het geologische tijdperk Maastrichtien, onderdeel van het Krijt, is vernoemd naar de Limburgse stad aan de Maas.
Sinds 1 juni 2006 wordt Wollemia in België en Nederland ook te koop aangeboden. Het Arboretum Kalmthout en de Hortus Botanicus Amsterdam kregen als enige de licentie voor de verkoop. Ze verkochten oorspronkelijk exemplaren voor € 450,- per stuk (de prijs is ondertussen gedaald).